# Microsciurus alfari
La ardilla pigmea de Alfaro (Microsciurus alfari), también conocida como chiza o ardilla voladora, es una especie de roedor de la familia Sciuridae. Es encontrada en los bosques húmedos de Colombia, Costa Rica, Nicaragua, y Panamá. Se alimenta principalmente de materia vegetal en los troncos de los árboles y del fruto del almendro de montaña.